# R.P.Z. appelle Berlin
Pour plus de détails, voir Fiche technique et Distribution.
R.P.Z. appelle Berlin (Geheimaktion schwarze Kapelle) est un film germano-franco-italien réalisé par Ralph Habib, sorti en 1959.

## Synopsis
Printemps 1940. Après la victoire fulgurante sur la Pologne, la Wehrmacht d'Hitler conçoit des plans d'attaque pour la conquête de l'Europe occidentale et septentrionale. Plusieurs hauts responsables craignant que la politique excessive de conquête d'Hitler ne finisse par faire plonger l'Allemagne dans l'abîme, ils ont l'intention de contacter le Royaume-Uni par les voies diplomatiques. Le journaliste dissident Robert Golder est envoyé à Rome avec des plans secrets pour l'invasion de la France et de l'Angleterre, qu'il doit remettre à un membre éminent du Vatican. Arrivé à Rome, il est abordé par la séduisante Tilla Turner, agent de la Gestapo.

## Fiche technique
- Titre original : Geheimaktion schwarze Kapelle
- Titre français : R.P.Z. appelle Berlin
- Titre italien : I sicari di Hitler
- Titre américain : The Black Chapel
- Réalisation : Ralph Habib
- Scénario : Jean Lévitte, Hans Nicklisch et Pierre Lévy-Corti d'après le roman de Olaf Herfeldt
- Musique : Roman Vlad
- Production : Artur Brauner et Wolf Brauner
- Pays de production : Allemagne - France - Italie
- Langue originale : allemand
- Genre : Film de guerre
- Durée : 105 min
- Dates de sortie : 
  - Allemagne de l'Ouest : 16 octobre 1959
  - France : 8 février 1961
  - Italie : 4 décembre 1959
  - États-Unis : 16 octobre 1959
- Affiche : Jouineau Bourduge (France)

## Distribution
- Peter van Eyck : Golder
- Dawn Addams : Tila
- Ernst Schröder : Hoffmann
- Werner Hinz : Generaloberst
- Werner Peters : Heinrich Himmler
- Franco Fabrizi : Graf Rossi
- Gino Cervi : Ferrari
- Marco Guglielmi
- Maurice Marsac
- Günter Meisner